# 乳腺症
乳腺症（にゅうせんしょう。英語：mastopathy、または、mammary dysplasia）とは、成熟した乳腺が、女性ホルモン類分泌のアンバランスなどの影響で腫脹し、その際に乳房痛や、乳房からの異常な分泌物などが問題になった状態を指す。

## 症状
しばしば両側の乳房に同時に症状が出現する

。
乳房に腫脹が見られ、場合によっては結節が現れたり、時には疼痛を感じたり、稀に乳房からの異常な分泌物が出る例も見られるものの、これらの症状、特に疼痛については、月経周期と一致する。

## 鑑別すべき疾患
仮に乳腺症によって結節が現れても、放置しておけば、自然に消失する場合が多い

。
乳腺症が、ガン化する事は無い

。
ただし、問題なのは、乳房に出現した結節が、最初から乳がんだった場合である。よって、乳がんでないと確認するために、乳腺が充実している閉経前の女性の場合は超音波を使った検査など、乳腺が充実していない場合にはX線を使った検査などを実施する場合もある。悪性腫瘍が強く疑われた場合には、生検を実施する場合もある。また、結節が残る場合には、その結節が消失するまでの間、定期的な経過観察の実施が望ましい。
参考までに、もしも結節が乳腺線維腺腫であった場合は、治療の必要が無い

。

## 患者像
乳腺症は成人女性、特に30歳以上から更年期に多い。
さらに、授乳経験が無い場合に多い。

## 原因
女性ホルモンとの関係が推定されるが、はっきりしたことはわかっていない。

## 治療
乳腺症はエストロゲンとプロゲステロンの分泌のアンバランスが原因で起きていると考えられている

。
そこで、乳腺症を原因とする疼痛が酷い場合には、ホルモン治療を行う場合もある

。

## 歴史
かつては乳腺症が、乳がんの前段階ではないかと言われたものの、すでに20世紀終盤に入った時点までには、そのような考え方は時代遅れであった

。